# Musée de l'industrie LVR

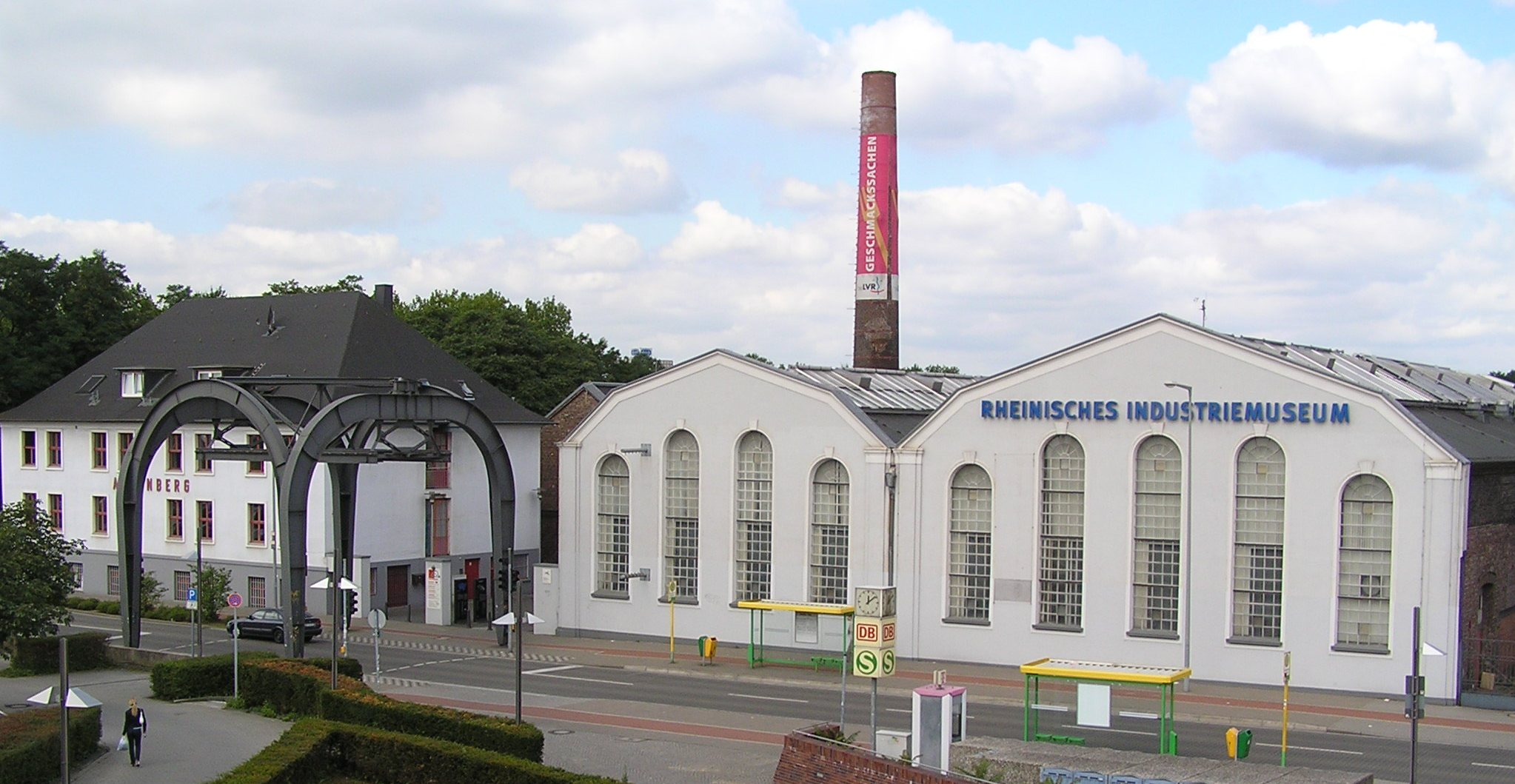
La fonderie de zinc Altenberg à Oberhausen

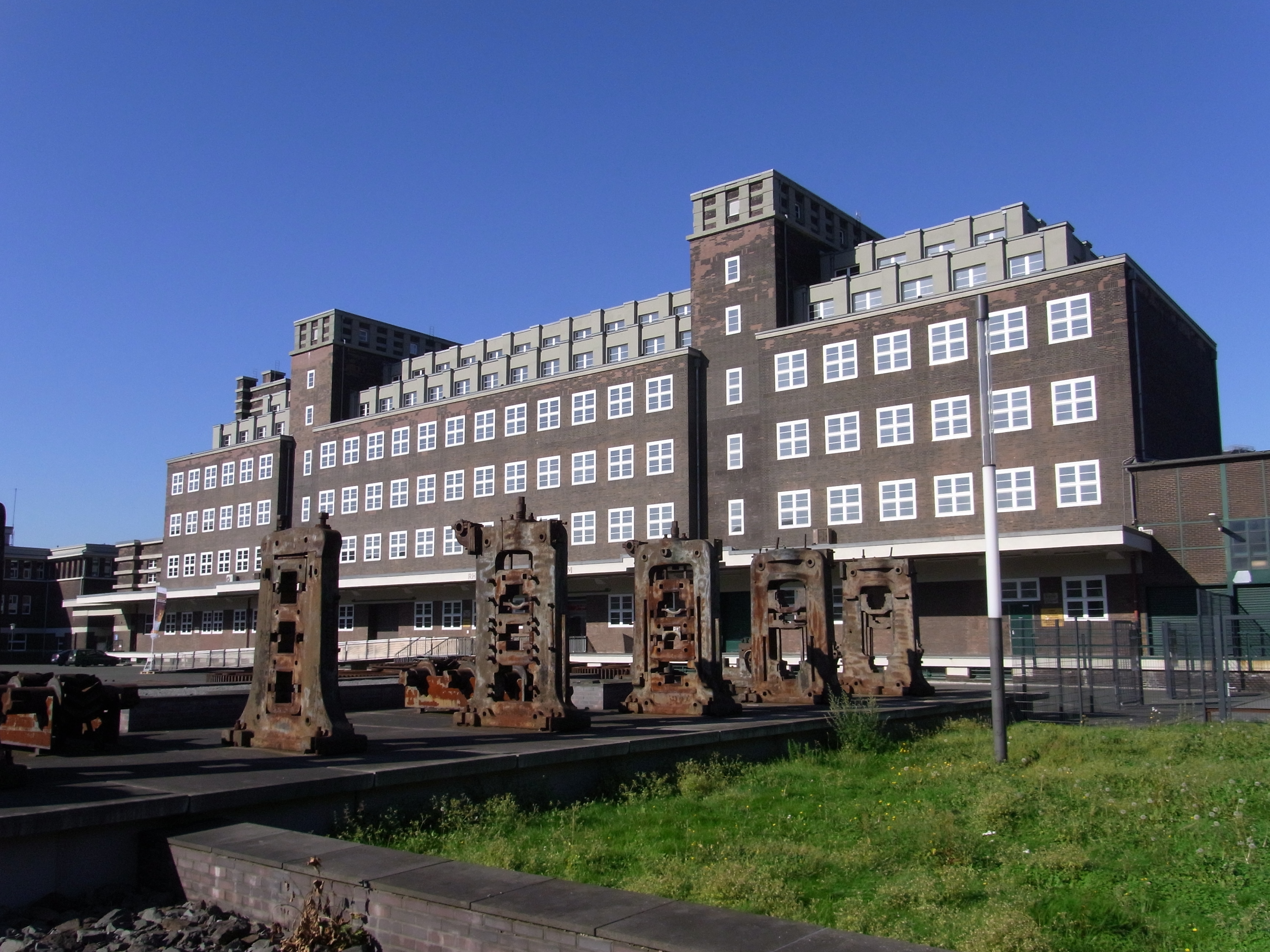
Bâtiment Peter-Behrens à Oberhausen. Dépôt du Musée de l'industrie LVR. Ancien entrepôt de l'entreprise Gutehoffnungshütte.

Le Musée de l'industrie LVR regroupe plus d'une dizaine d'établissements industriels désaffectés  transformés en musée, dans le ressort l'Association régionale de Rhénanie (de) (en allemand : Landschaftsverband Rheinland, ou LVR), une structure administrative locale du Land de  Rhénanie-du-Nord-Westphalie en Allemagne.

## Historique
Au début des années 1960, le cœur industriel de l'Allemagne situé dans la région de la Ruhr et symbolisé par ses mines de charbon et ses aciéries subit des mutations rapides. De nombreuses établissements industriels ferment et les bâtiments qui témoignaient de la révolution industrielle disparaissent.
Les autorités de l'Association régionale de Rhénanie (de) (LVR), une des deux entités administratives du Land de  Rhénanie-du-Nord-Westphalie décident de préserver le patrimoine industriel en fondant le 10 mai 1984 un musée consacré à l'industrie. Celui-ci est le pendant du musée de l'industrie LWL créé quelques années auparavant dans l'autre sous-région de la Rhénanie-du-Nord-Westphalie (Landschaftsverband Westfalen-Lippe).
Le premier établissement préservé est le bâtiment du charbonnage Zollern à Dortmund, dans la Ruhr, qui constitue un joyau de l'architecture Jugendstil. (Voir photos ).
En 2015 le musée regroupe 13 établissements industriels et musées consacrés à l'industrie répartis dans sept agglomérations.

## Les établissements industriels préservés et musées
A Bergisch Gladbach : la papeterie Alte Dombach ,.
A Engelskirchen :  
- La centrale hydroélectrique Ermen & Engels (en allemand : Kraftwerk Ermen & Engels). En 1900, c'était une des premières centrales électriques de la région [5],[6] ; et la filature Ermen & Engels (Baumwollspinnerei Ermen & Engels) fondée par le père de Friedrich Engels (futur associé de Karl Marx) [7],[8].
- Le martinet de forge Oelchenshammer à Bickenbach, section (Ortsteil) d' Engelskirchen, avec moulin à eau [9],[10].

A Euskirchen : l'usine textile Müller
A Oberhausen :  
- la fonderie de zinc Altenberg
- Quais de la gare de Oberhausen destinés à l'industrie sidérurgique
- Le musée Eisenheim
- Le haut-fourneau de l'aciérie St.-Antony (en allemand : St. Antony-Hütte)[11],[12].
- Le bâtiment Peter-Behrens : Dépôt de collection et d'exposition du Musée de l'industrie LVR. Ancien entrepôt de l'entreprise Gutehoffnungshütte [13],[14].

A Ratingen : l'usine textile Cromford (en allemand : Textilfabrik Cromford),.
A Solingen : la forge d'estampage Hendrichs (en allemand : Gesenkschmiede Hendrichs),.